# Club Leones D.A.S. y B.
El Club Leones Deportivo, Agrario, Social y Biblioteca, más conocido como Club Leones, es una entidad deportiva de la ciudad de Leones, departamento Marcos Juárez, Provincia de Córdoba. Se fundó el 16 de febrero de 1922 por un grupo de jóvenes entusiastas representantes de dos entidades de la ciudad (River y Argentino) con el propósito de fusionarse y crear unos de los clubes más importante de la zona. 
Se trata de una de las instituciones más populares del sudeste cordobés. Cuenta con un predio deportivo de 16 hectáreas, donde se desarrollan 13 actividades deportivas.
A sus simpatizantes se los apoda como Trigueros, debido a que el CLUB LEONES es el ente fundador y organizador de la Fiesta Nacional del Trigo.
Dentro de su historia deportiva, destaca haber sido tricampeón en la Liga Bellvillense de Futbol Mayor (teniendo 10 títulos en sus palmarés).

## Historia
Castrillo, D.; Ilari, S.; Giraudo, C. (2022). Tintas Trigueras – 100 años de historia y pasión I (1.ª edición). Leones, Córdoba: Editorial Cesar Giraudo.

### Fundación, nombre del club, inicios
Jueves 16 de febrero de 1922
Un grupo de jóvenes entusiastas representantes de dos entidades de la ciudad (River Plate y Argentino) se juntan con el propósito de fusionarse y crear una nueva institución. Elegirían el color rojo de River y el azul de Argentino, en formato de bastones intercalados. Tomarían el nombre de la ciudad Leones.
Aquellos fundadores; Miguel Piatto, Juan Bautista y Domingo Peiretti, Carlos Angelaccio, Gaudencio Avila. Se reunían en la casa de los Peiretti que oficiaba de secretaría para delinear el futuro del flamante club.
La primera comisión directiva (establecida por asamblea publica en el año 1922) estuvo encabezada por: Eduardo Fossatti (Presidente), Juan Godino(Vicepresidente) y Gaudencio Avila (Secretario).
Se pretendió que el deporte fuera su actividad principal. Fútbol, ejercicios físicos, atletismo y hasta boxeo serían las primeras actividades en las cuales el flamante club destacaría prontamente.

### Predio Deportivo
Inicio sus actividades en un terreno prestado por el municipio, se ubicaba en la manzana que actualmente se encuentra la sede de la Escuela Superior de Comercio y Bachillerato Anexo (E.S.C.B.A.).
Año 1927, primera inversión, adquiere una parcela en las calles Avda. del Libertador y Pte. Alvear.  El 25 de mayo de 1935 se inauguraron las primeras instalaciones del Club en el predio adquirido. Como correspondía a los objetivos de la institución, lo primero que se armó fue la cancha de futbol. Después vendrían las canchas de tenis, el frontón de pelota-paleta y un palco con pista de baile.
Bajo la presidencia de Angel Mastrócola, el Parque “Fiesta Nacional del Trigo” se transforma en unos de los predios más importantes del interior.  Salones multifuncionales, palco de coronación con amplias comodidades subterráneas, pileta olímpica, tanque de agua titánico, red de alumbrado, diversidad de arbustos, portada de acceso, instalaciones para boleterías, caminos interiores, cercos artísticos, entre otros.
El 11 de enero de 1964 se inauguró la pileta olímpica (con un diseño muy particular que hace referencia y homenaje al contorno político limítrofe de la provincia de Córdoba) y los vestuarios.

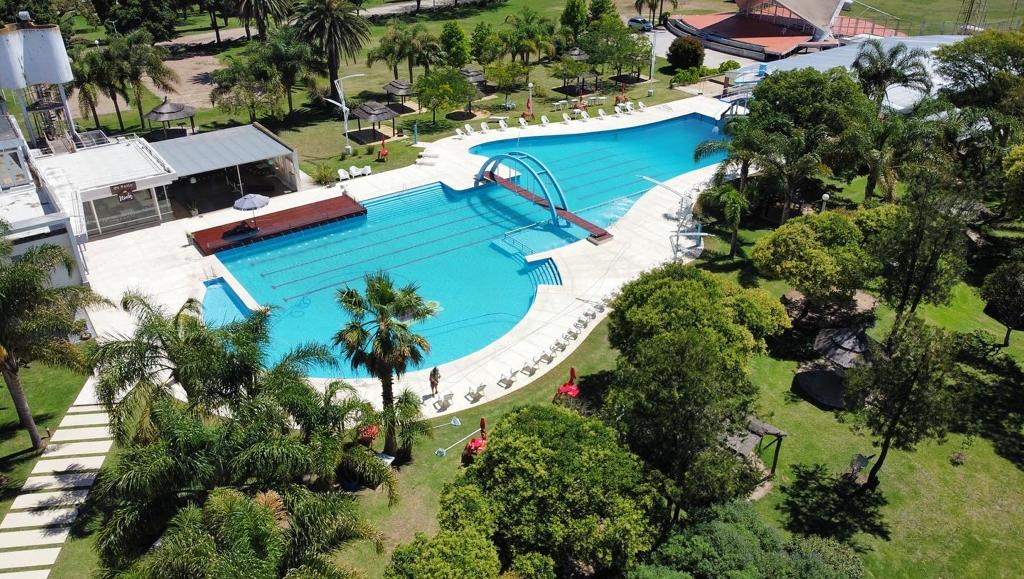
Vista aérea de Pileta Olímpica en Predio Club Leones

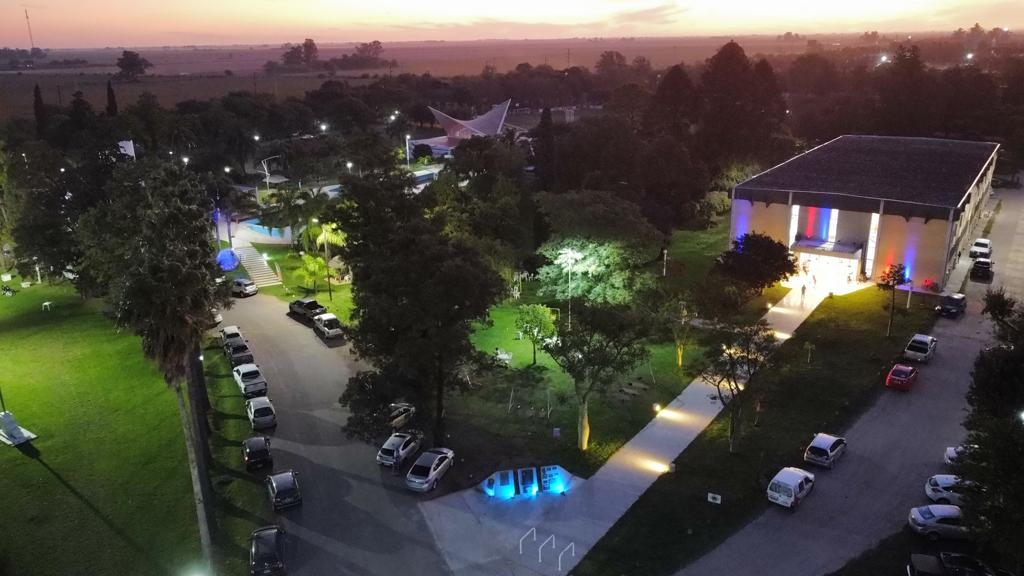
Vista Nocturna Club Leones

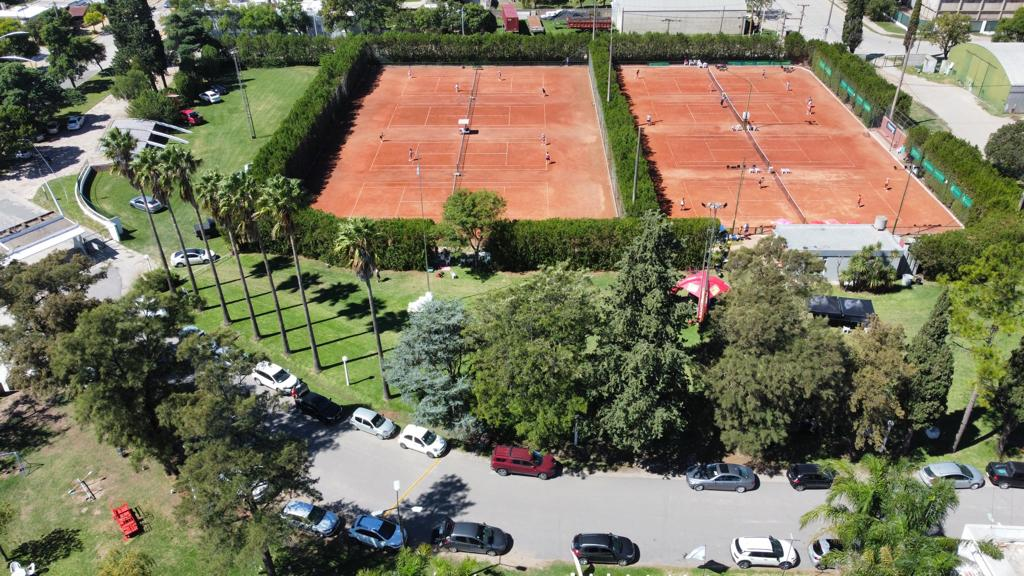
Vista aérea Canchas de Tenis Club Leones

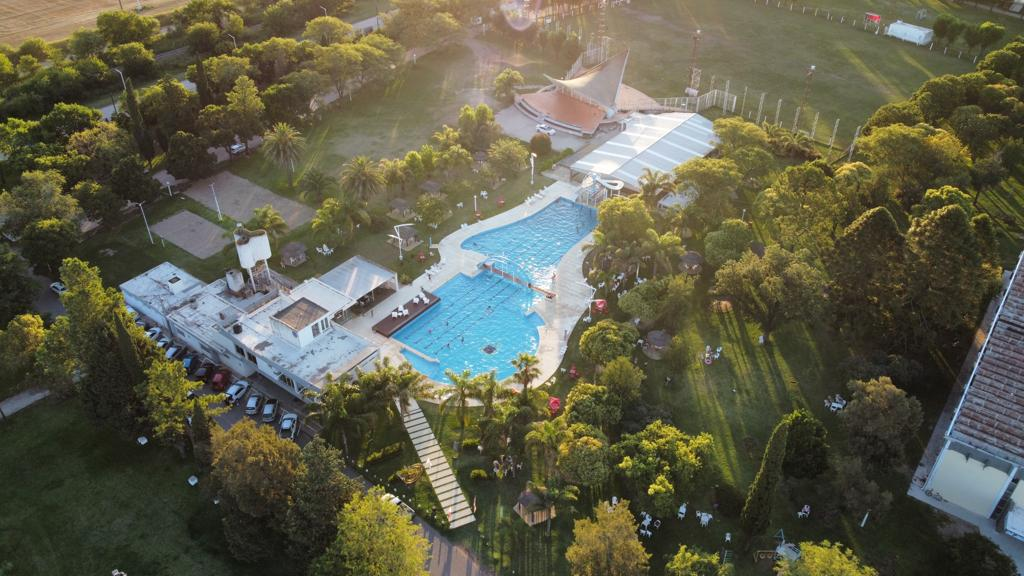
Vista aérea Club Leones

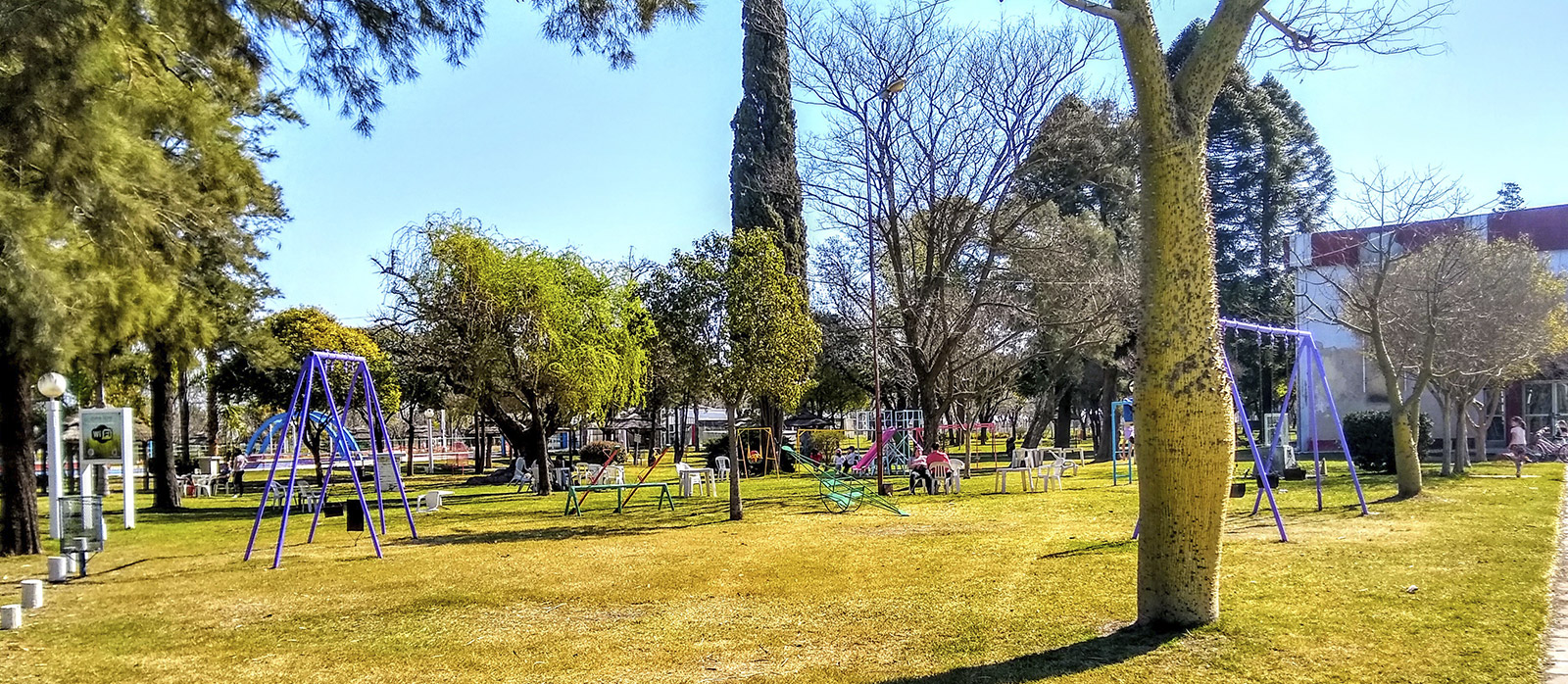
Juegos Predio Deportivo Club Leones

### Sede Social
La casa de Bautista Peiretti ofició como espacio de reunión en sus inicios.
Por los años 30, el Club alquila una propiedad ubicada en Avda. del Libertador y Gral. Paz. En ella se compartían reuniones, partidas de billar y naipes.
En 1946 adquiere un inmueble propio, que será su primera sede social. Ubicado en Avda del Libertador y Amadeo Bertini. En ella se encontraban canchas de bochas, mesas de billas y un espacio destinado a prácticas de baloncesto.
En 1954 se adquiere el inmueble donde se encuentra actual Sede Social, Ubicada en Avda del Libertador n° 1154.
Con el advenimiento de la organización de la primera Fiesta Nacional del Trigo en 1957, se hizo evidente que el Club debería ampliarse. En 1958 se adquirieron 7 manzanas del ensanche oeste, linderas con el terreno que poseía el club.

## Instalaciones
- Sede Social:
  - Restaurante Bar
  - Sector Casin (4 mesas)
  - Mesas de Naipes

- Predio Deportivo de 16 hectáreas: 
  - Estadio Futbol Mayor
  - Canchas de Futbol Infantil
  - Pileta Olímpica
  - Pileta Climatizada
  - Gimnasio Polideportivo
  - Canchas de Tenis (8)
  - Canchas de Padel (2)
  - Estadio de Bochas
  - Canchas Volley Playero (2)
  - Hípico
  - Quinchos con asadores
  - Secretaria Administrativa
  - Restaurante Bar
  - Escenario Mayor de la Fiesta Nacional del Trigo “Angel Mastrócola”
  - Salón de Usos Múltiples

## Palmarés fútbol mayor
| Torneos Regionales           | Torneos Regionales                                                                              | Torneos Regionales                              |
| Competición                  | Divisional A                                                                                    | Divisional B                                    |
| ---------------------------- | ----------------------------------------------------------------------------------------------- | ----------------------------------------------- |
| Liga Bellvillense de Futbol  | 7 – 1968 Unico. 1969 Unico. 1790 Unico. 1972 Apertura. 1980 Unico. 1987 Clausura. 1988 Apertura | 3 – 2006 Apertura. 2018 Apertura. 2018 Clausura |
| Liga Marcojuarense de Futbol | 1 – 1930                                                                                        |                                                 |
| Liga Independiente de Futbol | 3 – 1950. 1956. 1985                                                                            |                                                 |